# 영웅서기3 대지의 성흔
영웅서기3 대지의성흔는 EA코리아에서만든 모바일RPG게임이다.

## 캐릭터
- 플레이어
  - 케이: 솔티안들이 네메시스 숲 깊숙한 곳에 조성한 마을 '네오 솔티아' 의 평범한 청년. 이제 19세가 된 그는, 솔티아 정규군이 되어 전쟁을 끝낼 영웅이 되기를 꿈꾼다. 훈련중 만난 시엔을 짝사랑한다.
  - 리츠: 왕국기사단이었으나, 통일전쟁때 이안과 가디언의 힘에 의해 무력으로 제압당하고, 지금은 아스크라의 떠돌이 용병생활을 하고 있다. 가디언을 재앙의 근원이며, 없어져야 할 존재라고 생각한다.
- 네오솔티안
  - 레아: 13년 전 행방불명되었던, 영웅서기1의 주인공. 가디언의 그릇이었던 탓인지, 가디언의 해방 이후에도 불의 힘을 사용할 수 있다. 어느 날 갑자기 솔티안의 저항에 참전하여 아스크라의 맹공을 막아낸 그녀를 아스크란들은 "붉은 마녀"라 부른다.
  - 시엔: 케이를 모험으로 이끄는 정체불명의 소녀. 겉보기에는 별로 특이할 게 없는 소녀이지만, 비스트를 압도할 정도의 강력한 마법력을 갖고 있다. 대체로 케이보다 먼저 출발하지만, 가다보면 다시 마주치는 엄청난 길치
- 아스크란
  - 일레느: 총기의 아버지라 불리는 철기 공업자 노엔의 딸로, 아버지 못지 않은 철기 개발의 전문가. 네오 솔티아와의 전쟁을 반대하여, 반전세력의 일원으로 활동하고 있다. 그녀로 인해 리츠는 본의 아니게 반전세력과 접촉하게 된다.
  - 가면의 검사[=이안(스토리중 케네스가 이안의 투구를 먹튀. 마치 볼바르를 보는듯 뺏고 가면의 검사로 둔갑)]: 5년 전부터 아스크라 각지에서 저항군들의 봉기를 가로막으며 명성을 얻은 정체불명의 용병.현재는 네오 솔티아 토벌군에 고용되어 붉은 마녀 레아와 맞서고 있다. 현재 아스크란세력중에서 붉은 마녀에 대항할 수 있는 유일한 남자

→출처: 영웅서기3 공식 홈페이지(https://web.archive.org/web/20110527045533/http://hero3.eamobile.co.kr/about_character.ea)
- 가디언
  - 홀리가디언: 이 세상에 남겨진 마지막 가디언. 네오솔티아 군인들 일부는 이 가디언의 힘을 이용한다. 하늘에 떠있는 솔티아 섬이 관측이 되지 않는 것도 홀리가디언이 빛을 관장하기 때문이라고 한다.
- 특수인물
  - 이안: 통일전쟁의 영웅 중 한 사람이자 붉은 마녀 레아의 소꿉친구. 통일전쟁 이후 빙해의 검사로 세상에 알려지게 되었으며, 아스크라에서 일어난 내전에서 케네스에게 승리한 후 2편의 주인공 클레르와 작별을 고하고 자취를 감춘다. 케이가 홀리가디언의 폭주를 막도록 도와준 조력자이기도 하다.
  - 케네스: 이안과 더불어 통일전쟁의 영웅 중 한사람이며 이안의 아버지, 리파이너 노먼의 친구이다. 현재는 도적길드 코르버스와 잦은 접촉을 유지하고 있으며, 홀리가디언의 폭주를 이용해 무언가를 노리고 있었으나, 케이와 이안에 의해 저지된 후 자결한다.

## 특징
- 제작사가 EA로 바뀌면서 몬스터들이 더 이상 돈을 직접 드랍하지 않고 무기/방어구등 아이템으로 드랍한다.
- 7버튼에 서브무기가 추가되어 5버튼 메인무기와 콤보가 가능하고, 그 조합에 따라 sp회복량이 달라진다.
- 조합서 사용 후 실패할시 조합서가 사라지지 않는다.
- 아이템과 재료/조합서 인벤토리가 구분되지 않고 통합되었다.
- 크리티컬시 스턴효과가 붙는다. 새로운 무기 '창'이 추가되었다.
- 조합서가 없어도 만들 수 있는 '일반조합'이 생겼다.
- 세트템을 전부 착용하면, 각 아이템의 효과 외에 세트 효과로 공격/방어10%증가,쿨타임감소 등의 효과가 있다.
- 액세서리 장비 창이 2개로 늘었다.
- 크리티컬은 스텟이 아닌 오직 스킬과 아이템 효과로만 상승한다.
- 가끔씩 조합을 할 때 개수가 1개가 아닌 255 또는 99개가 완성된다

## 같이 보기
- 영웅서기
- 영웅서기2
- 영웅서기0
- 영웅서기4
- 영웅서기5